# 华山薹草
华山薹草（学名：Carex huashanica）是莎草科薹草属的植物，是中国的特有植物。分布在中国大陆的陕西省等地，生长于海拔1,800米的地区，多生于山沟路边，目前尚未由人工引种栽培。